# Alcamo Diramazione–Trapani-vasútvonal
Az Alcamo Diramazione–Trapani-vasútvonal egy 53 km hosszúságú, normál nyomtávolságú vasútvonal Szicíliában Alcamo és Trapani között.
A vasútvonal a Palermo-Trapani-vasútvonal lerövidítése az északnyugat-szicíliai Castelvetranón keresztül. A kedvezőtlen domborzati viszonyok miatt számos mérnöki építményt tartalmaz. Az egykori fővonalat már 1880-ban megnyitották, de messze volt a gerincvonaltól. Csak 1937. szeptember 15-én nyitotta meg a Ferrovie dello Stato (FS) a dombos vidéken átvezető vonalat, a régi vonalat a helyi vonatokra korlátozva. Néhány kilométerrel Trapani előtt a két vonal délről érkezve ismét összefut. Az A29-es autópálya egy hosszú szakaszon párhuzamosan halad a vasútvonallal. 1953-ban egy gyorsvonattal az utazás több mint két órát vett igénybe a régi útvonalon, az új útvonalon pedig körülbelül 50 percet. Ma a menetidő 45 perc.

## Útvonal

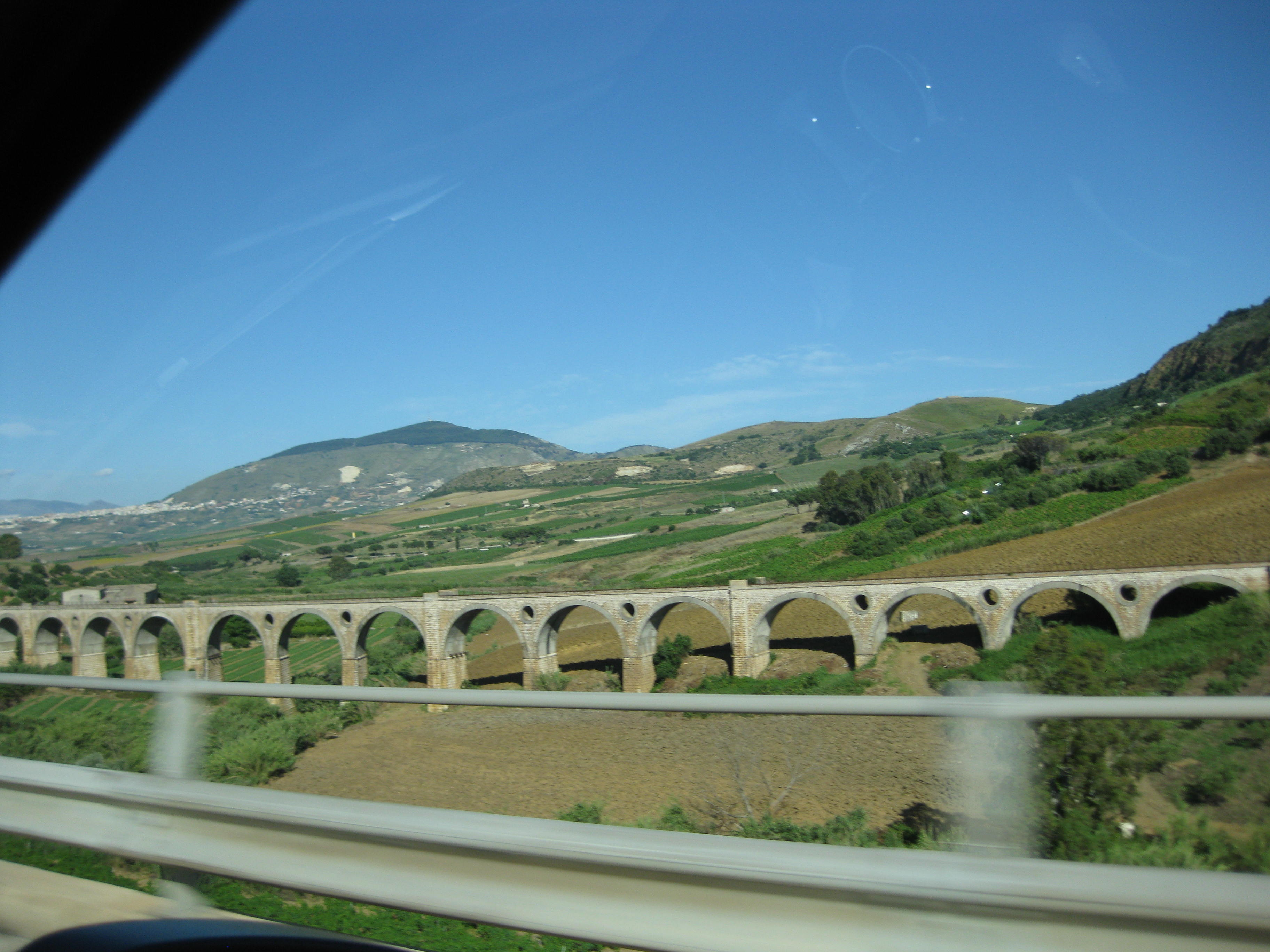
Alcamo és Calatafimi közötti híd

Az elmúlt években a vonalat részben felújították uniós támogatással, és ma már valószínűleg a legjobb állapotban van, mint amilyenben a kezdetek óta valaha is volt. Ezzel egyidejűleg megszüntették a kevésbé frekventált megállókat, ami egyrészt csökkentette a költségeket, másrészt növelte az utazási sebességet. Az új vontatóegységek használata növelte a vonalak elfogadottságát és ezáltal gazdaságosságát is - mint mindenhol Szicíliában. 2012-ben a vonatok ezen a vonalon csak Calatafimi és Segesta Tempio állomásokon álltak meg.
Alcamo felől érkezve először Calatafimi állomásra érünk, amelyet építése idején igen nagyvonalúan méreteztek, mivel itt ágazott volna el dél felé a Ferrovia Salemi-Kaggera mellékvonala, amely Calatafimi (város), Vita és Salemi (város) érintésével Salemi állomásig (ma Salemi-Gibellina) vezetett volna, amely ismét a régi FS vonalon van. Ezt a kisvasutat megépítették, de soha nem helyezték üzembe.
A legközelebbi vasútállomás Segesta Tempio. Ez a Monte Barbaro mögött található, amelyen a vonal alagúttal halad keresztül. Itt található a soha be nem fejezett, de nagyon jó állapotban lévő segestai ellimai templom és a segestai színház. Az állomás körülbelül másfél kilométerre van a segestai régészeti lelőhelytől.
2013. február 25-én egy viharok okozta földcsuszamlást követően felfüggesztették a menetrendszerű közlekedést ezen a vonalon, és azóta sem indult újra (2016 augusztusától). 2019. február 13-án elkészült a vonal helyreállítását célzó projekt, amelyet a Közmunkák Tanácsa elé terjesztettek. A pályáztatás várhatóan 2020 első negyedévében kezdődik, az érvényesítési felülvizsgálat és a szolgáltatási konferencia összehívásának függvényében. A vonal várható újranyitása 2024 után várható.